# Нед Зелић
Нед Зелић (4. јул 1971) бивши је аустралијски фудбалер.

## Каријера
Током каријере играо је за Борусија Дортмунд, Квинс Парк рејнџерси, Ајнтрахт Франкфурт, Оксер, Минхен 1860, Динамо Тбилиси и многе друге клубове.

## Репрезентација
За репрезентацију Аустралије дебитовао је 1991. године. За национални тим одиграо је 32 утакмице и постигао 3 гола.

## Статистика
| Аустралија | Аустралија | Аустралија |
| Год.       | Ута.       | Гол.       |
| ---------- | ---------- | ---------- |
| 1991       | 3          | 0          |
| 1992       | 5          | 0          |
| 1993       | 5          | 1          |
| 1994       | 2          | 0          |
| 1995       | 3          | 0          |
| 1996       | 0          | 0          |
| 1997       | 14         | 2          |
| Укупно     | 32         | 3          |